# NGC 1223
NGC 1223 је галаксија у сазвежђу Еридан која се налази на NGC листи објеката дубоког неба.
Деклинација објекта је - 4° 8' 19" а ректасцензија 3h 8m 19,9s. Привидна величина (магнитуда) објекта NGC 1223 износи 14,0 а фотографска магнитуда 15,0. NGC 1223 је још познат и под ознакама MCG -1-9-3, PGC 11742.